# Alan IV. Bretaňský
Alan IV. Bretaňský (francouzsky Alain Fergent, bretonsky Alan Fergant; c. 1060 – 13. října 1119 Redon) byl vévoda bretaňský, hrabě z Rennes a Nantes a účastník první křížové výpravy.

## Život
Byl synem Hawise Bretaňské a Hoela z Cornwallu.  Po otcově smrti roku 1084 převzal vévodství a následně se z politických důvodů oženil s Konstancií, dcerou Viléma Dobyvatele. Sňatek měl být zárukou míru mezi dlouhodobě znesvářenou Normandií a Bretaní. Mladá vévodkyně však v srpnu 1090 zemřela a kronikář Vilém z Malmesbury hovořil dokonce o otravě. Roku 1093 se Alan znovu oženil, pojal za manželku Ermengardu, bývalou akvitánskou vévodkyni a dceru hraběte Fulka z Anjou. S Fulkem tak vytvořil koalici proti rozšiřování anglonormanského vlivu. Poté roku 1096 vyslyšel výzvu papeže Urbana II. k osvobození Svatého hrobu a vydal se na první křížovou výpravu.
Po dobu vévodovy nepřítomnosti spravovala Ermengarda do roku 1101 panství. Na svého manžela měla velký vliv a společně podporovali náboženskou reformu. Roku 1106 se vévoda Alan na straně anglického krále Jindřicha účastnil bitvy u Tinchebray, stal se jeho vazalem a oženil svého syna Conana s královou levobočnou dcerou. Šest let poté přenechal pro nemoc vévodství synovi a odešel do kláštera Saint-Saveur v Redonu. Zemřel roku 1119 tamtéž.